# Hîlkivka, Horol
Hîlkivka (în ucraineană Хильківка) este localitatea de reședință a comunei Hîlkivka din raionul Horol, regiunea Poltava, Ucraina.

## Demografie
Componența lingvistică a localității Hîlkivka
     Ucraineană (96,35%)
     Rusă (3,5%)
Conform recensământului din 2001, majoritatea populației localității Hîlkivka era vorbitoare de ucraineană (96,35%), existând în minoritate și vorbitori de rusă (3,5%).